# Il prigioniero di Santa Cruz
Il prigioniero di Santa Cruz è un film del 1941 diretto da Carlo Ludovico Bragaglia.

## Trama
Un capitano della marina mercantile rifiuta inspiegabilmente di concedere la mano della propria figlia al suo giovane innamorato perché molti anni prima, durante una colluttazione, involontariamente aveva ucciso un individuo crudele e privo di scrupoli, che sfortunatamente, era il padre del ragazzo. In seguito, all'insaputa di tutti, era stato arrestato e condannato per il delitto commesso. Tra i due innamorati si intromette anche il losco direttore di un'agenzia marittima che ricatta il capitano, costringendolo a promettergli la figlia in sposa. La ragazza accetta per amore del padre, e tutto per i due giovani sembra perduto. Ma viene a galla un'insospettabile verità che prova l'innocenza del capitano ed il matrimonio può finalmente essere celebrato.

## Produzione
Il film fu organizzato e girato a Cinecittà, in coproduzione con la Spagna. In Italia ebbe il visto di censura 31.246 del 22 febbraio 1941.
L'allora debuttante Giuseppe Rinaldi venne doppiato da Giulio Panicali, sebbene in seguito esso stesso diverrà uno dei più importanti esponenti del doppiaggio italiano.

### Altri tecnici
- Arredatore: Gino Brosio
- Aiuto regista: Maria Teresa Ricci
- Tecnico del suono: Ovidio Del Grande, Mario Amari

## Distribuzione
Il film venne distribuito nelle sale cinematografiche italiane a partire dal 2 marzo del 1941.
In Spagna ebbe il titolo El prisionero de Santa Cruz e fu proiettato dal 18 gennaio 1943.

## Accoglienza

### Critica
- "La materia è popolarmente romanzesca (…) Bragaglia ha diretto il film non senza una certa cura psicologica e una ricerca di decoroso realismo". (Filippo Sacchi, Corriere della Sera, 17 maggio 1941)
- "Aria di avventura, di pericolo e di burrasca è Il prigioniero di Santa Cruz.[..] Da tempo non vedevo tanti cazzotti. Carlo Ludovico Bragaglia è veramente versatile e sa combinarne di tutti i generi, dal romanzetto delle signorine con le violette nei capelli alla pellicolona avventurosa che ci riporta ai fascicoli illustrati tanto cari un tempo alle nostre donne di servizio e forse anche a molti di noi". (Diego Calcagno, Film, n.19, 9 maggio 1942)